# Mussaenda thorelii
Mussaenda thorelii är en måreväxtart som beskrevs av Charles-Joseph Marie Pitard. Mussaenda thorelii ingår i släktet Mussaenda och familjen måreväxter. Inga underarter finns listade i Catalogue of Life.